# Зигокарпум дофарський
Зигокарпум дофарський (Zygocarpum dhofarense) — вид квіткових рослин підродини метеликові (Faboideae) родини бобові (Fabaceae) порядку бобовоцвіті (Fabales).

## Поширення
Вид є регіональним ендеміком невеликого району в провінції Дофар в Омані та сусідньої провінції Ель-Махра на півдні Ємену. Росте на укосах лісових масивів.

## Загрози
З 1975 року в Омані відзначається зменшення ареалу виду через вплив людей і випасання худоби. У цьому регіоні відзначається подальше швидке збільшення об'ємів різання деревини і випасання худоби. Дерева також пошкоджуються худобою.